# Philomena Mealing
Philomena Mealing, née le 28 août 1912 à Woolloomooloo et morte le 1er janvier 2002 à Sydney, est une nageuse australienne.

## Carrière
Philomena Mealing participe aux Jeux olympiques d'été de 1932 à Los Angeles et remporte la médaille d'argent dans l'épreuve du 100m dos.